# Басано Брешано
Баса̀но Бреша̀но (на италиански: Bassano Bresciano, на източноломбардски: Basà, Баса) е село и община в Северна Италия, провинция Бреша, регион Ломбардия. Разположено е на 65 m надморска височина. Населението на общината е 2292 души (към 2013 г.).